# Списък на известни български евреи

## А
- Алексей Шелудко
- Ана Вентура, комунистически терорист

## Б
- Борис Шатц

## Д
- Дора Габе
- Даниел Лорер

## Е
- Емил Басат, литературен критик
- Етиен Леви

## З
- Зелма Алмалех, журналист и кинодраматург; била е главен редактор на информационната агенция БГНЕС. Списва сайта за култура „Въпреки“. Завършила е специалност „Телевизионна журналистика и документално кино“ в СУ. Нейни документални филми са получили национални и международни отличия. Обнародва и в интернет изданието „Маргиналия“

## И
- Исак Паси, философ марксист, баща на Соломон Паси

## Л
- Леа Коен, музиколог, писател, посланик
- Любен Владигеров

## М
- Максим Бехар

## Н
- Нансен Бехар
- Нисим Меворах, юрист, преподавател в СУ, дипломат

## П
- Панчо Владигеров

## Р
- Рихард Езра, режисьор

## С
- Соломон Паси, политик, бивш министър на външните работи на Република България, председател на Атлантическия клуб в България

## Ю
- Юлия Винер-Ченишева